# Dos dies del Gaverstreek
Els Dos dies del Gaverstreek (en neerlandès: Tweedaagse van de Gaverstreek) és una cursa ciclista que es disputa al Brabant Flamenc, a Bèlgica. La cursa es creà el 1977.

## Palmarès fins al 1993
| - 1977: Dirk Ceuterick - 1978: Daniël Willems - 1979: Pieter Verhaeghe - 1980: Eddy Copmans - 1981: Dirk Demol - 1982: Patrick De Neut - 1983: Filip Van Vooren - 1984: Edwin Bafcop - 1985: Johan Museeuw | - 1986: Jean-Pierre Heynderickx - 1987: Pieter Huyghe - 1988: Nico van de Klundert - 1989: Edwin Enthoven - 1990: Luc Dierickx - 1991: Patrick Rasch - 1992: Pascal Desmul - 1993: Wim Feys |

## Palmarès a partir del 1994
| Any  | Vencedor            | Segon                 | Tercer                |
| ---- | ------------------- | --------------------- | --------------------- |
| 1994 | Carl Roes           | Rufin De Smet         | Hans Pijpers          |
| 1995 | Danny In 't Ven     | Stefaan Vermeersch    | Yvan Segers           |
| 1996 | Ronny Van Asten     | Nico Strynckx         | Brian Dalgaard Jensen |
| 1997 | Danny Dierckx       | Chris Pollin          | Jan Karlsson          |
| 1998 | Gianni Rivera       | Danny Dierckx         | Karsten Kroon         |
| 1999 | Mathew Hayman       | Nico Strynckx         | Johan Dekkers         |
| 2000 | James Vanlandschoot | Gino De Weirdt        | Julien Vergeres       |
| 2001 | Jurgen de Jong      | Gert Steegmans        | Jurgen Van Loocke     |
| 2002 | Nick Nuyens         | Bart Dockx            | Hans Dekkers          |
| 2003 | Sébastien Rosseler  | Bart Dockx            | Johan Vansummeren     |
| 2004 | Jeremy Yates        | Geert Steurs          | Kurt Hovelijnck       |
| 2005 | Nico Kuypers        | Geoffrey Demeyere     | Gert Vanderaerden     |
| 2006 | Kristof Vandewalle  | Kristof De Zutter     | Gabriel Rasch         |
| 2007 | Nico Kuypers        | Tom Criel             | Eduard Bogaert        |
| 2008 | Bert De Backer      | Klaas Sys             | Julien Vermote        |
| 2009 | Davy Commeyne       | Vytautas Kaupas       | Nico Kuypers          |
| 2010 | Timothy Stevens     | Johan Lindgren        | Joeri Calleeuw        |
| 2011 | Sander Cordeel      | Dries Depoorter       | Ben Grenda            |
| 2012 | Tom Goovaerts       | Yves Lampaert         | Olivier Pardini       |
| 2013 | Timothy Dupont      | Jérôme Baugnies       | Timothy Stevens       |
| 2014 | Aimé De Gendt       | Tim Vanspeybroeck     | Oliver Naesen         |
| 2015 | Joeri Stallaert     | Jori Van Steenberghen | Sander Cordeel        |
| 2016 | Mathias Ballet      | Matthias Legley       | Aaron Verwilst        |